# Helen Sawyer Hogg
Helen Battles Sawyer Hogg, CC (1 de agosto de 1905 — 28 de janeiro de 1993) foi uma astrônoma canadense.
Destacou-se por suas pesquisas em aglomerados globulares. Também tinha uma coluna no Toronto Star sobre astronomia, entre 1951 e 1981, além de artigos na Sociedade Real Astronômica do Canadá sobre história da astronomia sob o título Out of Old Books.
Graduou-se no Mount Holyoke College em 1926. Após a graduação, Hogg foi para o Harvard College Observatory para trabalhar com Annie Jump Cannon e Harlow Shapley sobre aglomerados estelares. Doutorou-se em 1931 no Radcliffe College. Hogg casou-se com Frank Scott Hogg em 1930 e os dois mudaram-se para Victoria, Columbia Britânica. Na cidade, Frank trabalhava no Dominion Astrophysical Observatory, mas Helen não estava empregada e teve que trabalhar como assistente voluntária de seu marido. Em 1935 o casal mudou-se novamente e Helen começou a trabalhar no Observatório David Dunlap. A pesquisa de Helen Hogg neste período estava focada em estrelas cujo espectro continha linhas de absorção de elementos químicos, incluindo o carbono, nitrogênio e oxigênio. Frank Hogg foi diretor do observatório de 1946 até a sua morte em 1951.
Nos antes seguintes, Helen publicou numerosos artigos e estabeleceu-se como líder no campo da astronomia. Em 1985, ela casou-se com Francis Ethelbert Louis Priestley (1905 - 1988), um professor emérito de inglês na Universidade de Toronto, que morreu em 1988. Helen morreu de ataque cardíaco cinco anos depois.

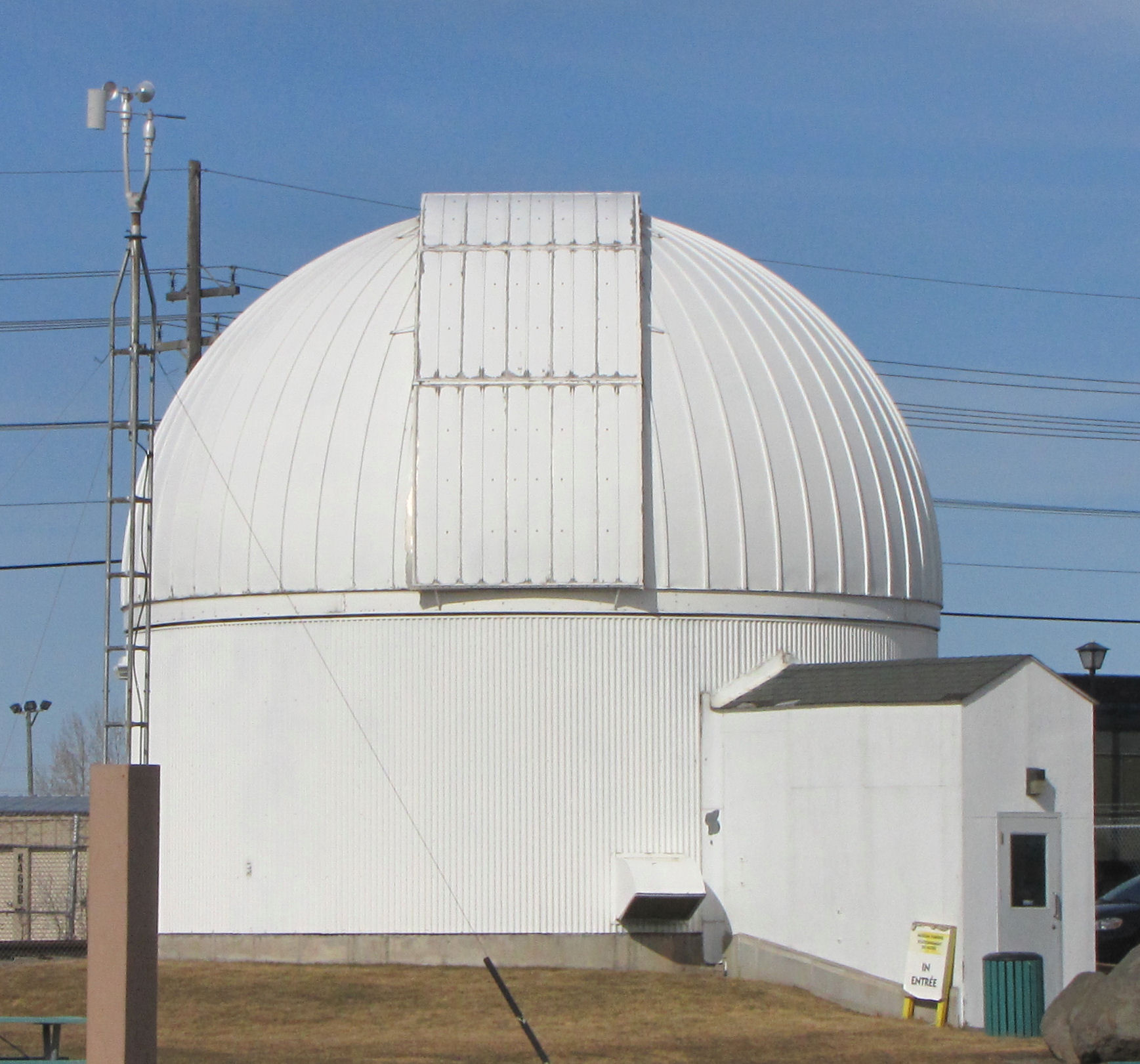
O Observatório Helen Sawyer Hogg

Ela ganhou o Prêmio Annie J. Cannon de Astronomia em 1949 e o Prêmio Klumpke-Roberts em 1983. Em 1967, Hogg foi agraciada com a Prêmio Medalha de Prata da Sociedade Astronômica Rittenhouse por suas notáveis realizações em astronomia. A Sociedade Astronômica Rittenhouse foi fundada em homenagem ao astrônomo David Rittenhouse. No ano seguinte, Helen Hogg foi condecorada com a Ordem do Canadá.
O asteroide 2917 Sawyer Hogg foi batizado em sua homenagem, assim como o observatório aos arredores do Museu de Ciência e Tecnologia do Canadá.